# Boîte à Perrette
La Boîte à Perrette est la caisse de financement du mouvement janséniste.

## Histoire
La Boîte à Perrette a été créée en 1695. Selon la légende, Pierre Nicole, théologien janséniste, aurait confié à sa servante Perrette des fonds destinés à soutenir les jansénistes persécutés par Louis XIV et par le pape. La servante aurait caché l'argent dans son pot à lait. Cette histoire est trop inspirée de la fable de Jean de La Fontaine pour être plausible mais il est vrai qu'à la fin du XVIIe siècle une caisse de secours se met en place dans le milieu janséniste. Après la condamnation du jansénisme par la Bulle Unigenitus en 1713 et la destruction du monastère de Port-Royal des Champs en 1709, les jansénistes sont pourchassés et s'exilent, en Hollande ou dans le diocèse d'Auxerre par exemple.
La caisse de secours soutient les prêtres privés de charge, les écoles jansénistes et les jansénistes exilés. L'argent se transmet de personne à personne, à l'intérieur du réseau janséniste. Le système fiscal utilisé est celui de la tontine, c'est-à-dire que les fonds, partagés entre deux ou trois personnes, ou concentrés sur une seule, se transmettent par legs testamentaire. Dans son testament, le gestionnaire des fonds lègue particulièrement une somme à une personne étrangère à sa famille. Les fonds sont placés de manière sûre, notamment en rente sur l'État.
Les fonds de la Boîte à Perrette ont aussi servi à financer le journal janséniste appelé Nouvelles Ecclésiastiques.
Ces fonds furent très importants au XVIIIe siècle. Dispersés en raison de la Révolution française, ils sont progressivement réunis au début du XIXe siècle par les héritiers du jansénisme. Aujourd'hui, ce qui reste de la Boîte à Perrette est géré par la Société de Port-Royal, association qui regroupe des descendants de familles jansénistes et des chercheurs attachés à Port-Royal des Champs.

## Légendes et controverses
La Boîte à Perrette a nourri au cours des XVIIIe et XIXe siècles de nombreux fantasmes. On ne savait pas précisément quelle était la richesse de cette caisse et les rumeurs les plus fantaisistes couraient sur la valeur et l'utilisation de ce qui fut appelé le « trésor de guerre » des jansénistes.
Certains opposants au jansénisme, notamment les jésuites, craignaient la puissance de la Boîte à Perrette. Des polémistes disaient qu'elle servait à financer les protestants, ou encore à préparer l'installation des jansénistes sur une île au Nord de l'Europe, etc.
Certains procès retentissants mirent en cause (et donc en lumière) la Boîte à Perrette. Il s'agissait de familles d'un des gestionnaires qui contestaient le legs testamentaire du défunt en refusant de reconnaître que l'argent n'avait été que confié à ce gestionnaire. Le plus célèbre eut lieu en 1766, entre les descendants de Denis Rouillé des Filletières et les gestionnaires de la Boîte à Perrette. La victoire des gestionnaires en fit un procès exemplaire, encore cité en exemple un siècle après, en 1868, lorsque le même problème arriva entre les héritiers de Martial Parent-Duchâtelet, gestionnaire de la Boîte à Perrette rebaptisée Société Saint-Augustin, et les membres de cette société. Là, le jugement donna raison aux héritiers en raison de la loi de l'époque qui interdisait à une personne privée de léguer à une association non autorisée.